# 1 d'Aquari
1 d'Aquari (1 Aquarii) és una estrella múltiple de la Constel·lació d'Aquari. 1 Aqr A és una gegant de la classe K. Té dues companyes òptiques: B i C, que no tenen cap relació física amb 1 Aqr A. És coneguda per ser una font de radiació infraroja.